# André Gorin
Pour les articles homonymes, voir Gorin.

a Compétitions nationales et continentales officielles uniquement.

b Matchs officiels uniquement.
Dernière mise à jour le 3 mai 2022.
André Gorin, anciennement connu sous le nom d'Andrei Gorcioaia, né le 30 novembre 1987, est un joueur franco-roumain de rugby à XV qui évolue au poste de troisième ligne. Il est le neveu de Marius Tincu. Ses deux frères jouent aussi au rugby, le plus jeune des deux, Marian étant professionnel en Roumanie,.

## Biographie
Andrei Gorcioaia grandit à Lespezi, où il débute le rugby à l'âge de 12 ans, à l'école. Il part ensuite faire ses études à Cluj-Napoca, où intègre l'U Cluj. Il y reste quatre saisons, pendant lesquels il connaît sa première sélection en Roumanie en 2009.
En 2010, il quitte la Roumanie pour rejoindre la France, et rejoint les rangs du CA Castelsarrasin, en Fédérale 2, entraîné par Petre Mitu, qui l'a convaincu de le rejoindre. En 2011, son frère Alex le rejoint à Castelsarrasin, tandis que début 2012, Andrei retrouve la sélection nationale. 
Quelques mois plus tard, il quitte Castelsarrasin pour monter d'un échelon, et rejoint l'Avenir valencien en Fédérale 1. Pendant quatre saisons, il va s'installer comme un titulaire à Valence d'Agen. Il débute 61 des 70 rencontres qu'il joue avec l'équipe, et inscrit 11 essais pendant ces quatre saisons au club. Absent de la sélection nationale depuis 2012, ses performances en club lui permettent de revenir dans le groupe roumain en 2016. Face à la Russie, il écope d'un carton rouge pour un coup de tête asséné à un adversaire, mais est néanmoins titularisé quelques semaines plus tard face à la Géorgie lors du dernier match du championnat d'Europe. 
En 2016, il rejoint le RC Massy, toujours en Fédérale 1, avec qui il remporte la poule d'accession à la Pro D2. La même année, il remporte le championnat d'Europe avec la Roumanie, où il s'est installé en tant que titulaire, notamment au poste de numéro 8. Avec Massy, il va s'imposer comme titulaire durant les deux saisons en Pro D2 de l'équipe entre 2017 et 2019. 
En 2018, il obtient la nationalité française. Il choisit alors de franciser son nom, et adopte sa nouvelle identité : André Gorin.
En 2019, il signe en faveur de l'Aviron bayonnais. Il découvre ainsi le Top 14, mais se blesse le 12 octobre 2019 lors d'un match face au Montpellier Hérault rugby. Victime d'une rupture du ligament croisé antérieur, il doit être opéré et est absent pendant 10 mois,. De retour de blessures l'année suivante, il retrouve du temps de jeu. Il dispute douze rencontres sous le maillot bayonnais, dont six comme titulaires.
Mais en fin d'année, il n'est pas conservé par l'Aviron. Non JIFF et âgé de 34 ans, il ne trouve pas de contrat dans le rugby professionnel. Il décide alors de redescendre en Fédérale 1, rejoignant le RC Hyères Carqueiranne La Crau entraîné par Grégory Le Corvec, qui le convoitait depuis plusieurs saisons. S'il craint initialement de perdre sa place en sélection en retournant en Fédérale 1, ça ne sera pas le cas. Il dispute les cinq rencontres du championnat d'Europe 2022 et aide son équipe à se qualifier pour le mondial 2023.

## Palmarès
- Championnat d'Europe des nations 2017
- Poule d'accession à la Pro D2 2016-2017

## Statistiques

### En sélection
| Année | Compétition      | Matchs | Points | Essais | Transf. | Drops | Pénal. |
| ----- | ---------------- | ------ | ------ | ------ | ------- | ----- | ------ |
| 2009  | CEN D1 2008-2010 | 1      | -      | -      | -       | -     | -      |
| 2012  | CEN D1 2010-2012 | 4      | 5      | 1      | -       | -     | -      |
| 2016  | CEN D1 2014-2016 | 5      | -      | -      | -       | -     | -      |
| 2016  | Test             | 3      | -      | -      | -       | -     | -      |
| 2017  | REC              | 5      | -      | -      | -       | -     | -      |
| 2017  | Test             | 4      | 15     | 3      | -       | -     | -      |
| 2018  | REC              | 4      | -      | -      | -       | -     | -      |
| 2018  | REC (barrage)    | 1      | 5      | 1      | -       | -     | -      |
| 2019  | REC              | 4      | -      | -      | -       | -     | -      |
| 2021  | REC              | 5      | 5      | 1      | -       | -     | -      |
| 2021  | Test             | 1      | -      | -      | -       | -     | -      |
| 2022  | REC              | 5      | 5      | 1      | -       | -     | -      |
| Total | Total            | 42     | 35     | 7      | -       | -     | -      |

| Essai | Adversaire | Lieu                            | Compétition        | Date             | Résultat | Score |
| ----- | ---------- | ------------------------------- | ------------------ | ---------------- | -------- | ----- |
| 1     | Ukraine    | Stade Arcul de Triumf, Bucarest | REC 2010-2012      | 31 mars 2012     | Victoire | 71-0  |
| 3     | Brésil     | Stade Arcul de Triumf, Bucarest | Test               | 24 juin 2017     | Victoire | 56-5  |
| 1     | Portugal   | Arena Zimbrilor, Baia Mare      | REC 2018 (barrage) | 10 novembre 2018 | Victoire | 36-6  |
| 1     | Géorgie    | Stade Mikheil-Meskhi, Tbilissi  | REC                | 28 mars 2021     | Défaite  | 28-17 |
| 1     | Portugal   | Stade Arcul de Triumf, Bucarest | REC                | 12 février 2022  | Victoire | 37-27 |